# Ingouche
Cet article concerne la langue ingouche. Pour le peuple ingouche, voir Ingouches.
Pour les articles homonymes, voir inh.
L’ingouche est une langue parlée au total par environ 415 000 personnes (2005), qu'on appelle les Ingouches, essentiellement en Ingouchie, en Tchétchénie, en Ossétie du Nord, au Kazakhstan, en Ouzbékistan et en Russie. Les Ingouches appellent leur langue ГІалгІай (Ğalğaj, Ghalghay), en alphabet phonétique international /ʁəl.ʁɑj/. La dénomination russe est ингушский язык (ingušskij jazyk).

## Statut officiel
L'ingouche et le russe sont les langues officielles de la république autonome d’Ingouchie, qui fait partie de la fédération de Russie.

## Système d'écriture
L'ingouche est devenu une langue écrite au début du XXe siècle, en utilisant un système d'écriture basé sur l'alphabet arabe.
| Lettres arabes                   | څ | چ  | ژ  |   | ڥ  | ڢ | ڨ  | ڭ  | ڮ |
| Équivalents cyrilliques modernes | ч | чI | цI | ц | пI | п | кх | кI | г |

Après la révolution russe, il a utilisé un alphabet latin avant de se convertir à l'alphabet cyrillique adapté :
| А а   | Аь аь | Б б   | В в   | Г г   | ГI гI | Д д   | Е е   |
| Ё ё   | Ж ж   | З з   | И и   | Й й   | К к   | Кх кх | Къ къ |
| КI кI | Л л   | М м   | Н н   | О о   | П п   | ПI пI | Р р   |
| С с   | Т т   | ТI тI | У у   | Ф ф   | Х х   | Хь хь | ХI хI |
| Ц ц   | ЦI цI | Ч ч   | ЧI чI | Ш ш   | Щ щ   | Ъ ъ   | Ы ы   |
| Ь ь   | Э э   | Ю ю   | Я я   | Яь яь | I     |       |       |

## Phonologie
Le système phonétique de l'ingouche est riche en consonnes (une quarantaine) comme en voyelles (28 phonèmes vocaliques, dont des diphtongues). Parmi les consonnes, on trouve notamment des éjectives, des uvulaires et des pharyngales.
Si l'on inclut les coups de glotte, tous les mots commencent par une consonne.

## Grammaire
L'ingouche est une langue ergative. L'ordre des mots est de type SOV. Il existe six classes nominales, huit cas principaux (nominatif, génitif, datif, ergatif, allatif, instrumental, latif, comparatif) et quinze classes de déclinaison.
Les formes verbales sont fléchies en fonction du temps, de l'aspect, et parfois du nombre (mais non de la personne). Certains verbes s'accordent aussi avec le sujet intransitif ou l'objet transitif. Un verbe a trois radicaux, celui de l'infinitif, celui du présent et celui du passé, sur lesquels sont bâtis les autres temps. Il existe une notion de passé de constatation (angl. witnessed past). Beaucoup de verbes ont une forme itérative opposée à la forme semelfactive.
Le système numérique est vigésimal.
Les pronoms (translittération) :
|        | 1sg      | 1plexcl   | 1plincl  | 2sg      | 2pl       | 3sg     | 3pl       |
| ------ | -------- | --------- | -------- | -------- | --------- | ------- | --------- |
| Nom.   | so       | txo       | vai      | hwo      | sho/shu   | yz      | yzh       |
| Gen.   | sy       | txy       | vai      | hwa      | shyn      | cyn/cun | caar      |
| Dat.   | suona    | txuona    | vaina    | hwuona   | shoana    | cynna   | caana     |
| Erg.   | aaz      | oaxa      | vai      | wa       | oasha     | cuo     | caar      |
| All.   | suoga    | txuoga    | vaiga    | hwuoga   | shuoga    | cynga   | caarga    |
| Abl.   | suogara  | txuogara  | vaigara  | hwuogara | shuogara  | cyngara | caargara  |
| Instr. | suoca(a) | txuoca(a) | vaica(a) | hwuoca   | shuoca(a) | cynca   | caarca(a) |
| Lat.   | sogh     | txogh     | vaigh    | hwogh    | shogh     | cogh    | caaregh   |
| Csn.   | sol      | txol      | vail     | hwol     | shol      | cul/cyl | caarel    |

## Littérature
En 1924 a été fondée à Vladikavkaz (ancienne ville d’Ingouchie, et actuelle capitale de l'Ossétie du Nord), la Société Littéraire Ingouche, à laquelle participèrent T. Bekov (1873-1938) et Z. Mal'sagov (1894-1935), l'auteur du premier roman en ingouche, Enlèvement d'une jeune fille (1923). Parmi les autres auteurs ingouches citons Idriss Bazorkine (1911), auteur des contes Tamara et Capitaine Ibragimov (1940) ; Akh. Malsagov (1922) et Djemaldine Janjidev (1916) avec les poèmes Miroir du temps et Montagnes natales. Des auteurs de langue russe comme Alexandre Blok ou Alexandre Pouchkine ont été traduits en ingouche.

## Exemple
- шин пхьагала тIехьаведача цхьаккха а лоацаргьяц
- Si tu cours derrière deux lièvres à la fois, tu n'en attraperas aucun.